# Brassica cretica
Brassica cretica är en korsblommig växtart som beskrevs av Jean-Baptiste de Lamarck. Brassica cretica ingår i släktet kålsläktet, och familjen korsblommiga växter.

## Underarter
Arten delas in i följande underarter:
- B. c. aegaea
- B. c. cretica
- B. c. laconica

## Bildgalleri

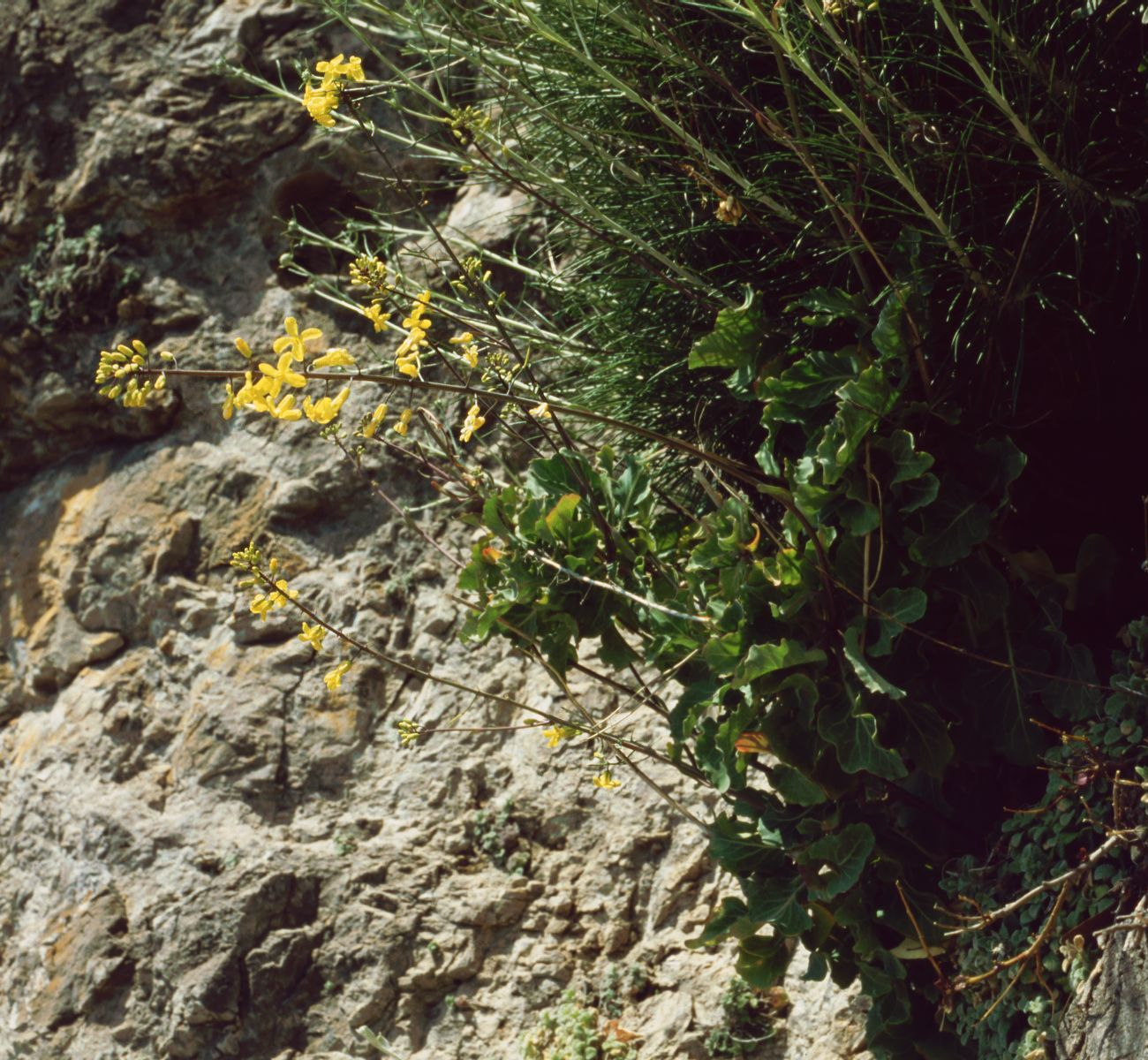